# Brockmannsmühle
Die Brockmannsmühle in der niedersächsischen Stadt Osterholz-Scharmbeck, Ortsteil Garlstedt, ist eine Wassermühle und stammt aus der Mitte des 18. Jahrhunderts. Aktuell (2025) wird sie nicht genutzt.
Das Gebäude steht unter Denkmalschutz (siehe auch Liste der Baudenkmale in Osterholz-Scharmbeck).

## Geschichte und Beschreibung
Die älteste Erwähnung der Brockmannsmühle stammt aus dem Mittelalter, im 14. Jahrhundert wurde ein G. Benecken als Sohn von Brockmannsmolen erwähnt. Der heutige Bau wurde wie sein Vorgänger an einer engen Furt über die Drepte errichtet. Brock bedeutet dabei Bruch in der Landschaft als Bezeichnung für Sumpf-, Moorland und sumpfige Waldlandschaft mit z. B Erlen oder Eschen. Früher mussten die Reisenden hier für die Überquerung eine Maut entrichten für den vor 1830 einzigen direkten Weg von Bremen nach Geestemünde/Lehe.
Das eingeschossige traufständige Gebäude in Fachwerk mit Steinausfachungen auf hohem Sand- und Backsteinsockelgeschoss mit reetgedecktem Krüppelwalmdach wurde 1759 (Inschrift) gebaut. Im Inneren ist im Sockelgeschoss die Mahltechnik sowie Schütten usw. erhalten.
Die denkmalgeschützte südöstliche Hofanlage Brockmannsmühle 2 von 1845 (Inschrift) gehörte zur Brockmannsmühle.